# Narodni park Loch Lomond in Trossachs
Narodni park Loch Lomond in Trossachs (škotskogelsko Pàirc Nàiseanta Loch Laomainn is nan Tròisichean) je narodni park na Škotskem, ki se osredotoča na jezero Loch Lomond ter hribe in globeli Trossachs, skupaj s številnimi drugimi vrstami hribov. Bil je prvi od dveh narodnih parkov, ki jih je ustanovil škotski parlament leta 2002, drugi je bil narodni park Cairngorms. Park se razteza na večji del zahodnega dela Južnega višavja, ki leži severno od somestja Glasgowa, in vsebuje veliko gora in jezer. Je četrti največji narodni park na Britanskem otočju s skupno površino 1865 km² in mejo, dolgo približno 350 km. Vsebuje 21 Munrosov (vključno z Ben Lomondom, Ben Luijem, Beinn Challuimom, Ben Morem in dvema vrhovoma, imenovanima Ben Vorlich) in 20 Corbettov.
Park prečkaprelom Highland Boundary Fault, ki ga deli na dve različni regiji - nižinsko in višavsko -, ki se razlikujeta po osnovni geologiji, vrstah tal in topografiji. Sprememba vrste kamnine je najbolj jasno vidna pri samem Loch Lomondu, saj prelom poteka čez otoke Inchmurrin, Creinch, Torrinch in Inchcailloch ter čez greben Conic Hilla. Na jugu ležijo zelena polja in obdelana zemljišča, na severu pa gore.
Narodni park Loch Lomond in Trossachs leži blizu gosto naseljenega osrednjega pasu Škotske in območje je že dolgo priljubljeno med obiskovalci. Glavne zanimivosti so ogled pokrajine in divjih živali, pohodništvo, plezanje, vodni športi in druge aktivnosti na prostem. V letu 2017 je bilo v parku 2,9 milijona obiskov, od tega 2,1 milijona dnevnih obiskov in 783.000 obiskovalcev, ki so v parku prenočili.

## Geografija
Narodni park se razteza na večji del zahodnega dela Južnega višavja, ki leži severno od somestja Glasgowa. Uprava parka definira park kot razdeljen na štiri dele: Breadalbane, Loch Lomond, Trossachs in Cowal.
Središče parka je Loch Lomond, največje jezero v Veliki Britaniji po površini, s površino 71 km². Jezero vsebuje veliko otokov, vključno z Inchmurrinom, največjim sladkovodnim otokom na Britanskem otočju. Je priljubljena destinacija za preživljanje prostega časa in je obkrožena s hribi, vključno z Ben Lomondom na vzhodni obali, ki je visok 974 metrov in najjužnejšim od škotskih vrhov Munro (hrib višji od 1000 m). Anketa med bralci Radio Timesa leta 2005 je Loch Lomond izglasovala za šesto največje naravno čudo v Britaniji.
Trossachs je območje gozdnatih gričev, globeli in jezer, ki ležijo vzhodno od jezera Loch Lomond. Ime se je prvotno uporabljalo samo za majhno gozdno dolino, ki leži v središču območja, zdaj pa se na splošno uporablja za širšo regijo. Že dolgo jo obiskujejo turisti zaradi relativne bližine večjih centrov prebivalstva, kot sta Glasgow in Stirling, in območje ostaja priljubljeno med sprehajalci, kolesarji in turisti. Gozdnate hribe in jezera na tem območju lahko predstavljajo mikrokozmos tipične visokogorske pokrajine, gozdovi pa so pomemben habitat za številne vrste.
Velik del območja Trossachs je zavarovan z različnimi oznakami za ohranitev, vključno z narodnim naravnim rezervatom Great Trossachs Forest.
Breadalbane se nanaša na severni del parka, vključno z vasema Crianlarich in Tyndrum. Območje sestavljajo strmi griči in hribi Južnega višavja ter vključuje Ben More, najvišji hrib v narodnem parku. Breadalbane je tvoril eno od tradicionalnih provinc Škotske in je tradicionalno obsegal povodje jezera Loch Tay (tj. Glen Dochart, Glen Lochay in bregove samega jezera Loch Tay), tako da sega daleč čez meje narodnega parka.
Najbolj zahodni del parka obsega vzhodno stran polotoka Cowal, ki ga od preostalega dela parka ločuje Loch Long. Velik del polotoka pokriva gozdni park Argyll, ki ga upravlja Forestry and Land Scotland. Arrocharske Alpe, priljubljena lokacija za pohodništvo in plezanje, ležijo na severnem robu Cowala in gledajo na Loch Lomond.
Skozi park poteka več glavnih prometnih poti, vključno s cesto A82 med Glasgowom in Fort Williamom, ki sledi zahodni obali Loch Lomonda, nadaljuje proti severu preko Strath Fillana, da obide vas Crianlarich in gre skozi Tyndrum. Cesta A85 iz Edinburgha poteka vzhodno od Trossachsa in skozi območje Breadalbane v parku ter se sreča z A82 pri Crianlarichu. Edina železnica v narodnem parku je West Highland Line, ki sledi vzhodni obali Loch Longa vse do Arrocharja in od tam teče blizu A82 do Tyndruma.

## Nastanek narodnega parka
Številne države so ustanovile narodne parke na podlagi opustitve območij divjine; Škotska pa nima takih območij, saj so tisočletja človekove dejavnosti spremenila pokrajino. Človeška poselitev in dejavnosti, vključno s kmetijstvom, zgodovinsko krčenje gozdov, prekomerna paša ovc in jelenov ter obsežno pogozdovanje v 20. stoletju z vnesenimi drevesnimi vrstami (zlasti iglavci) so povzročili krajine, ki jih je najbolje opisati kot polnaravne.
Kljub pomanjkanju resnične 'divjine' je ideja, da bi bilo treba območja Škotske z divjim ali oddaljenim značajem označiti za zavarovano okolje in spodbujanje javnega dostopa, postajala vse bolj priljubljena skozi 19. in zgodnje 20. stoletje. Po drugi svetovni vojni je bil ustanovljen odbor, ki je obravnaval vprašanje narodnih parkov na Škotskem. Poročilo, objavljeno leta 1945, je predlagalo narodne parke na petih območjih, od katerih je bilo eno Loch Lomond in Trossachs. Vlada je teh pet območij označila za območja usmerjanja narodnih parkov, s čimer je podelila pooblastila, da odločitve o načrtovanju, ki jih sprejmejo lokalne oblasti, pregleda centralna vlada, vendar območja niso dobila polnega statusa narodnega parka. Leta 1981 so usmerjena območja nadomestila nacionalna slikovita območja, ki jih je zdaj 40. Leta 1990 je Škotska podeželska komisija (CCS) pripravila poročilo o zavarovanju pokrajine Škotske, v katerem je priporočilo, da so štiri območja pod tolikšnim pritiskom, da bi jih bilo treba razglasiti za narodne parke, vsako z neodvisnim odborom za načrtovanje, da bi ohranjajo svojo vrednost dediščine. Štiri identificirana območja so bila podobna tistim, ki so bila predlagana leta 1945, in so tako ponovno vključevala Loch Lomond in Trossachs.
Kljub tej dolgi zgodovini priporočil, da se na Škotskem ustanovijo narodni parki, do ustanovitve škotskega parlamenta leta 1999 ni bilo sprejetih nobenih ukrepov. Narodni park Loch Lomond in Trossachs je bil kot tak določen v skladu z Zakonom o narodnih parkih (Škotska) iz leta 2000, ki je bil eden prvih zakonodajnih aktov, ki jih je sprejel parlament. Park je bil uradno ustanovljen 1. julija 2002.

## Živalstvo in rastlinstvo
V narodnem parku je zabeleženih več kot 200 vrst ptic in več kot 25 % vseh vrst rastlin, za katere je znano, da se pojavljajo v Veliki Britaniji. Park je dom številnim vrstam, ki so najbolj povezane s Škotskim višavjem, vključno divji petelin, navadni jelen, navadna veverica, škotska divja mačka (Felis silvestris silvestris), planinski orel, sokol selec, ruševec, kanja in ribji orel. V parku so sedaj prisotni tudi bobri, med raziskavo, ki je bila opravljena pozimi 2017–2018, so opazili znake dejavnosti bobrov na jezeru Loch Achray v Trossachsu; domneva se, da so se bobri tja razširili iz obstoječe populacije na reki Tay. Na Inchconnachanu, otoku v Loch Lomondu, od leta 1940 živi kolonija valabijev.
V parku je veliko različnih habitatov, vključno z velikimi površinami gozdov, ki pokrivajo približno 30 % parka. Približno 22,5 % je pokritih s komercialnimi nasadi iglavcev, medtem ko domači gozdovi pokrivajo 7,5 %. Domači gozdovi v parku vključujejo območje atlantskih hrastov, kaledonskih borovcev in območja vlažnih gozdov. Višje so pomembni gorski habitati, kot so resava, barje in grmičevje vrbe. Park ima 22 velikih jezer in 50 rek ter večje hribe, skupaj s številnimi manjšimi jezeri in griči. V teh vodah živijo ribje vrste, kot so atlantski losos, postrv, Jezerska zlatovčica, powan ter rečni, potočni in morski piškur.
Park vključuje tudi 63 kilometrov obale okoli treh morskih jezer: Loch Long, Loch Goil in Holy Loch. Ta obala je sestavljena iz številnih skalnatih obal, klifov in območij slanega močvirja in blatnih ravnin. Obalni habitat je bogat z morskimi nevretenčarji in podpira vrsto pobrežnikov in morskih ptic. Morske divje živali, kot so pristaniški tjulnji in pliskavke, je mogoče najti dlje od obale.

### Varstvene oznake
Narodni park je Svetovna zveza za varstvo narave uvrstila v zavarovano območje kategorije V.
Skupaj 67 območij v parku ima določeno obliko ohranitvene oznake zaradi njihove vrednosti naravne dediščine, vključno z 8 posebnimi ohranitvenimi območji (SAC) in 2 posebnima varstvenima območjema (SPA).  Dve škotski nacionalni slikoviti območji - Loch Lomond NSA in Trossachs NSA - sta v celoti znotraj narodnega parka, najbolj zahodni del reke Earn (Comrie do St Fillans) NSA pa prav tako leži znotraj meja parka. Poleg tega sta znotraj narodnega parka dva gozdna rezervata (Queen Elizabeth Forest Park in Argyll Forest Park) in dva narodna naravna rezervata (NNR) (Loch Lomond National Nature Reserve in The Great Trossachs Forest National Nature Reserve). NNR jezera Loch Lomond upravlja partnerstvo Uprave narodnega parka, RSPB Scotland in NatureScot, medtem ko gozd Great Trossachs Forest upravlja partnerstvo Forestry and Land Scotland, RSPB Scotland in Woodland Trust Scotland.

## Rekreacija in turizem
Območje je že dolgo priljubljeno med turisti, saj je Trossachs eden prvih delov Škotske, ki je postal priznana turistična destinacija zaradi svoje lege na južnem robu višavja in kakovosti pokrajine, ki se lahko šteje za predstavljajo mikrokozmos tipične visokogorske pokrajine. Loch Lomond je bil tudi priljubljena destinacija za zgodnje popotnike, tako da, ko sta ju James Boswell in Samuel Johnson obiskala ob vrnitvi s turneje po Zahodnih otokih leta 1773, je bilo območje že dovolj trdno uveljavljeno kot destinacija za Boswella, da je opazil, da bo ni potrebno poskušati opisati.
Leta 2017 je park obiskalo 2,9 milijona ljudi, od tega 2,1 milijona dnevnih obiskov in 783.000 obiskovalcev, ki so v parku prenočili. Lepote vključujejo slapove Dochart, razgledno točko na Rest and be thankful ter otok Inchcailloch v Loch Lomondu. V Ballochu na južnem koncu jezera Loch Lomond je središče za obiskovalce narodnega parka, imenovano Loch Lomond Shores, ki vključuje informacijski center za obiskovalce na najbolj priljubljenem prehodu v park, pa tudi akvarij, trgovine in restavracije.
Loch Lomond je eno najboljših škotskih prizorišč za čolnarjenje in vodne športe, kjer obiskovalci uživajo v dejavnostih, vključno s kajakom, kanujem, veslanjem na deski, wake boardingom, smučanjem na vodi in wake surfanjem. Uprava parka je poskušala doseči ravnovesje med kopenskimi turisti in uporabniki jezera, pri čemer je za okoljsko občutljiva območja veljala strogo uveljavljena omejitev hitrosti 11 km/h, preostali del jezera pa je odprt za hitrosti do 90 km/h. Na križarjenja po jezeru se lahko odpravi iz Tarbeta, Inversnaida, Lussa in Rowardennana, na jezeru Loch Katrine v Trossachsu pa lahko obiskovalci potujejo z zgodovinskim parnikom SS Sir Walter Scott (splovljen leta 1899).
Park je priljubljen pri pohodnikih, s potmi, ki segajo od preprostih družinskih sprehodov do hoje po najvišjih vrhovih parka. Med priljubljenimi vrhovi sta Ben Lomond v Dunbartonshiru in The Cobbler v Arrocharskih Alpah. West Highland Way, prva uradno določena pešpot na dolge razdalje na Škotskem, poteka skozi park, sledi vzhodni obali Loch Lomonda in poteka blizu Crianlaricha. Poleg poti West Highland Way še pet velikih škotskih poti poteka skozi dele parka, vključno s potjo Loch Lomond in Cowal Way, potjo treh jezer in potjo Great Trossachs.
Tako kot pri vseh kopnih in celinskih vodah na Škotskem obstaja pravica do odgovornega dostopa do zemlje, jezer in rek parka za tiste, ki se želijo udeležiti rekreacijskih aktivnosti, kot so hoja, kampiranje, plavanje in vožnja s kanujem. Leta 2017 je organ narodnega parka uvedel podzakonske predpise, ki omejujejo pravico do kampiranja vzdolž večjega dela obale Loch Lomonda zaradi težav, kot so odpadki in antisocialno vedenje, za kar so bili krivi nekateri neodgovorni kampisti. Predpisom so nasprotovale skupine, kot sta Mountaineering Scotland in Ramblers Scotland, ki so trdile, da bodo kriminalizirale kampiranje, tudi če se bo izvajalo odgovorno, in da ima organ parka že dovolj pooblastil za obravnavo neodgovornega vedenja z uporabo obstoječih zakonov. Omejitve so bile od takrat razširjene na številne druge dele parka, vključno z zemljiščem okoli večine večjih jezer. Na teh območjih je kampiranje zdaj omejeno na določena mesta, kampisti pa morajo med marcem in oktobrom kupiti dovoljenje za kampiranje na teh območjih.